# CT-31
L'autoroute CT-31 est une autoroute urbaine qui permet d'accéder à Cartagène depuis l'AP-7 en venant de l'ouest (Vera, Almérie, Malaga...)
Elle se déconnecte de l'AP-7 pour se connecter à la N-332 qui traverse Cartagène.
D'une longueur de 1.8 km environ, elle relie l'AP-7 à l'ouest de l'agglomération

## Tracé
- Elle débute au nord-est de Cartagène où elle bifurque avec l'AP-7 qui contourne l'agglomération par le nord.
- Elle se connecte ensuite par un giratoire à la route nationale N-332 qui traverse la ville d'ouest en est.

## Sorties
| Numéro de la sortie | Nom de la sortie                                                                        | Bifurcation |
| ------------------- | --------------------------------------------------------------------------------------- | ----------- |
|                     | Vera - Almeria - Malaga Murcie - Albacete - Madrid A-30 Torrevieja - Alicante - Valence | AP-7        |
|                     | Mazarron - Aguilas Carthagène Ouest - Carthagène-Avenida del Canton                     | N-332       |